# Leite de cabra

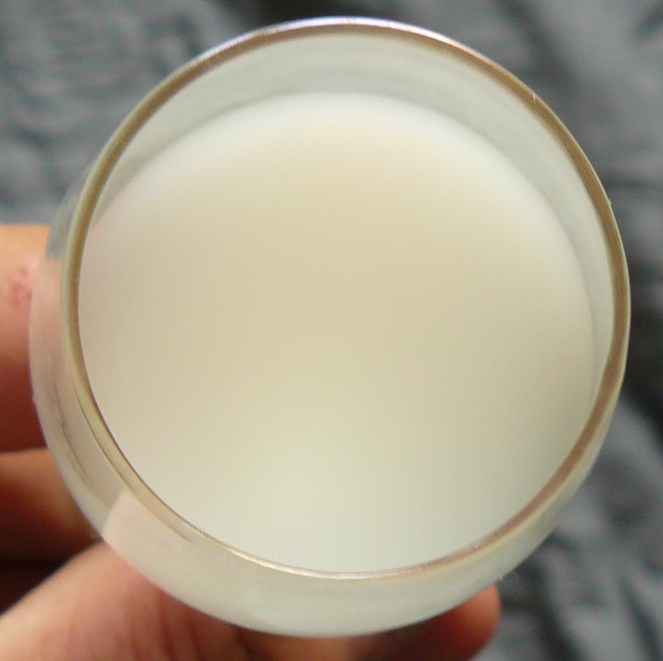
Leite de cabra

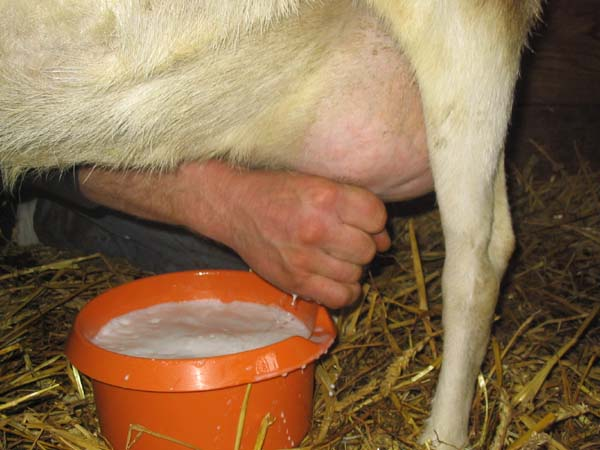
Ordenha de cabra

O leite de cabra é o leite de cabras domésticas. As cabras produzem cerca de 2% do suprimento anual total de leite do mundo. Algumas cabras são criadas especificamente para produzir leite. O leite de cabra tem naturalmente glóbulos de gordura pequenos e bem emulsionados, o que significa que o creme permanecerá em suspensão por um período de tempo maior do que o leite de vaca; portanto, não precisa ser homogeneizado. Eventualmente, o creme subirá ao topo em um período de alguns dias. Se o leite for usado para fazer queijo, a homogeneização não é recomendada, pois isso altera a estrutura do leite, afetando a capacidade da cultura de coagular o leite e a qualidade final e o rendimento do queijo.

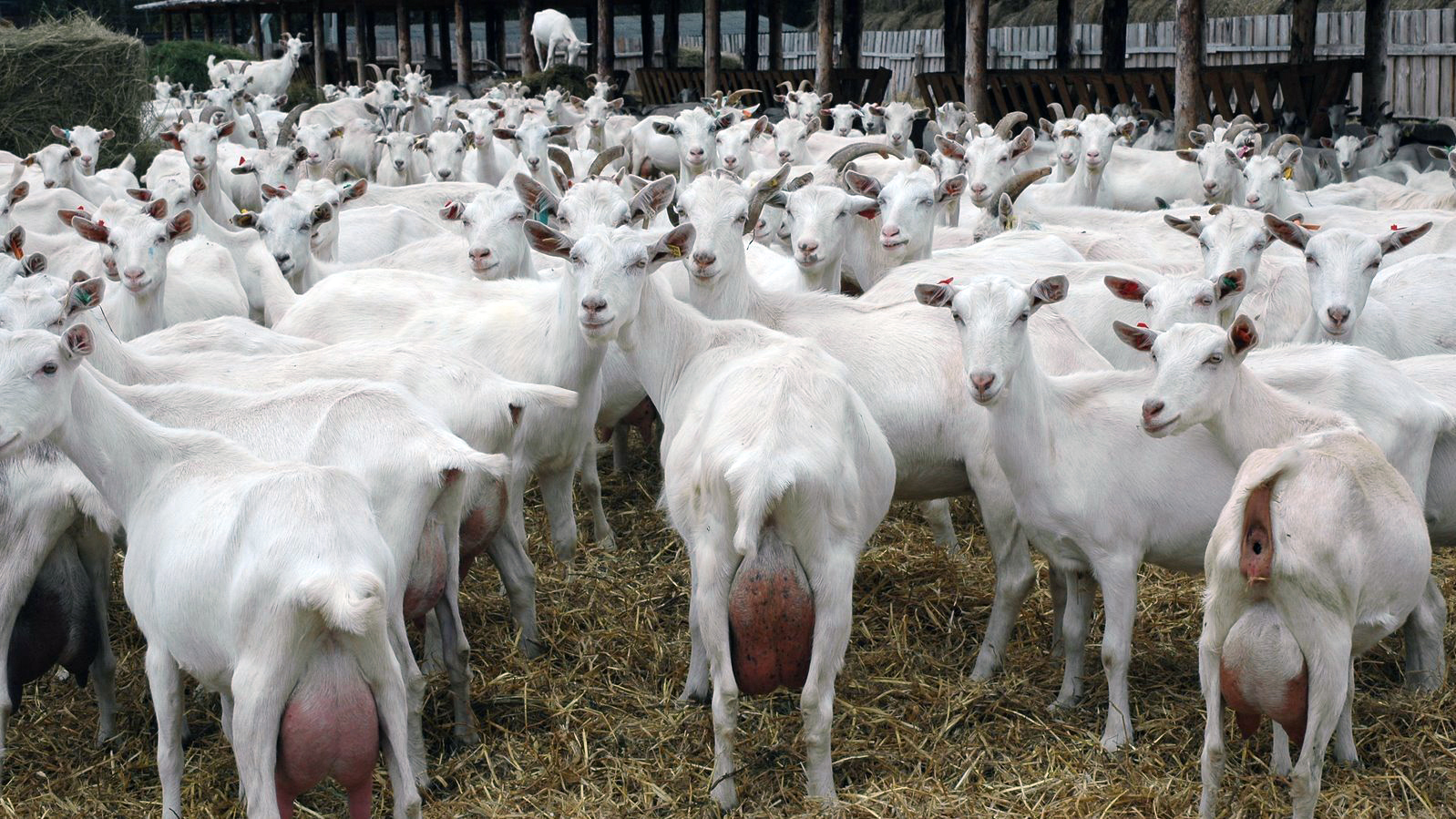
Raça de cabras leiteiras "Saanen"

As cabras leiteiras em seu auge (geralmente em torno do terceiro ou quarto ciclo de lactação) produzem em média 2,7 a 3,6 kg de leite por dia - aproximadamente 2,8 a 3,8 L - durante uma lactação de dez meses, produzindo mais logo após o resfriamento e diminuindo gradualmente a produção no final da lactação. O leite geralmente tem uma média de 3,5% de gordura bruta.

## Queijo
O leite de cabra é comumente processado em queijo, manteiga, sorvete, iogurte, doce de leite e outros produtos.

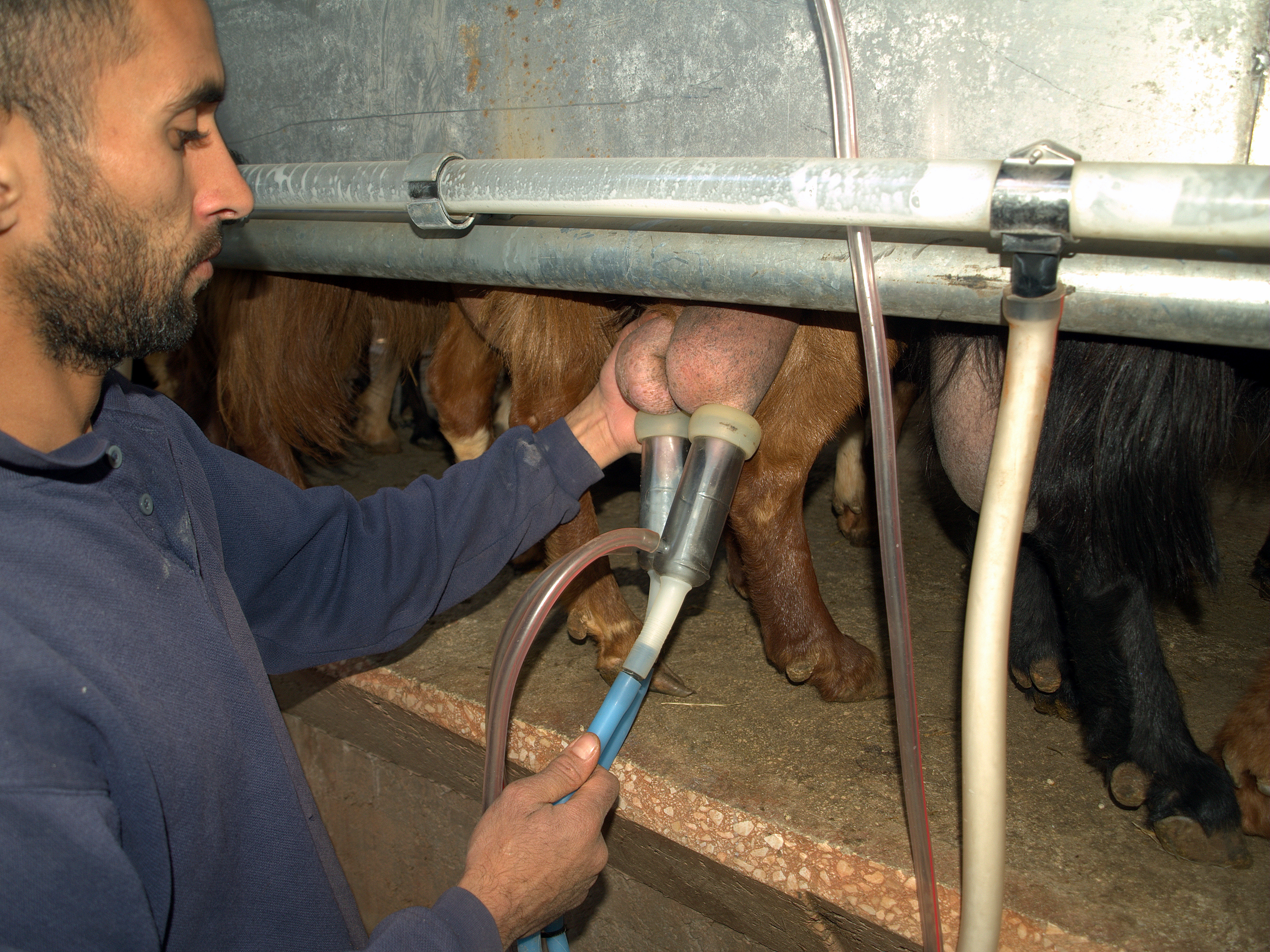
Uma cabra sendo ordenhada mecanicamente em uma fazenda orgânica em Israel

O queijo de cabra é conhecido como fromage de chèvre ("queijo de cabra") na França. Algumas variedades incluem Rocamadour e Montrachet. A manteiga de cabra é branca porque as cabras produzem leite com o betacaroteno amarelo convertido em uma forma incolor de vitamina A. O leite de cabra possui menos colesterol.

## Nutrição

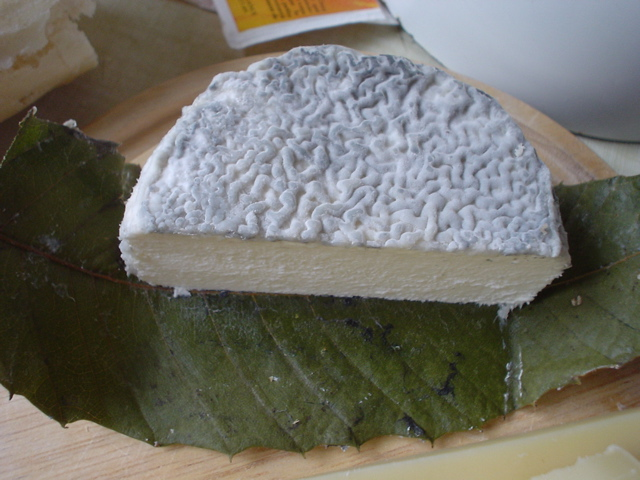
Pélardon é um tipo de queijo feito com leite de cabra

O leite materno é a melhor nutrição para os bebês. Se essa não for uma opção, a fórmula infantil é a alternativa. A EFSA (Associação Europeia de Segurança Alimentar) concluiu em 2012 que a proteína do leite de cabra é adequada como fonte de proteína em fórmulas infantis e de seguimento. Desde então, as fórmulas infantis à base de leite de cabra ganharam popularidade rapidamente em todo o mundo, inclusive no Reino Unido, Austrália, Alemanha, Holanda, China, Coreia, Austrália e Nova Zelândia. Essas fórmulas não são produzidas pelas multinacionais de fórmulas infantis, mas por empresas que se concentram em fórmulas infantis especializadas. Nos Estados Unidos, a fórmula infantil de leite de cabra ainda não está disponível.
A Academia Americana de Pediatria (AAP) reconhece que as fórmulas infantis de cabra foram cuidadosamente analisadas e apoiam o crescimento e o desenvolvimento normais dos bebês.
Assim como o leite de vaca não modificado, a AAP desaconselha a alimentação de bebês com leite de cabra não modificado. Um relato de caso de abril de 2010 descreve um bebê alimentado com leite de cabra cru e resume a recomendação da AAP e apresenta "uma revisão abrangente das consequências associadas a essa prática perigosa", afirmando também que "muitos bebês são alimentados exclusivamente com leite de cabra não modificado como resultado de crenças culturais, bem como da exposição a informações falsas on-line. Relatos anedóticos descreveram uma série de morbidades associadas a essa prática, incluindo anormalidades graves de eletrólitos, acidose metabólica, anemia megaloblástica, reações alérgicas, incluindo choque anafilático com risco de vida, síndrome hemolítico-urêmica e infecções." A brucelose caprina não tratada resulta em uma taxa de 2% de casos fatais. De acordo com o Departamento de Agricultura dos Estados Unidos (USDA), o leite de cabra não é recomendado para bebês humanos porque contém "quantidades inadequadas de ferro, folato, vitaminas C e D, tiamina, niacina, vitamina B6 e ácido pantotênico para atender às necessidades nutricionais do bebê" e pode prejudicar os rins do bebê e causar danos metabólicos.
De acordo com o departamento federal de saúde canadense Health Canada, a maioria dos perigos e contraindicações da alimentação de bebês com leite de cabra não modificado são semelhantes aos associados ao leite de vaca não modificado, especialmente no que diz respeito a reações alérgicas.
Um livro de 1970 sobre criação de animais afirmou que o leite de cabra difere do leite de vaca ou do leite humano por ter maior digestibilidade, alcalinidade distinta, maior capacidade de tamponamento e certos valores terapêuticos na medicina e nutrição humanas. George Mateljan sugeriu que o leite de cabra pode substituir o leite de ovelha ou de vaca nas dietas de pessoas alérgicas ao leite de certos mamíferos. No entanto, assim como o leite de vaca, o leite de cabra tem lactose (açúcar) e pode causar problemas gastrointestinais em pessoas com intolerância à lactose. De fato, o nível de lactose é semelhante ao do leite de vaca.
Alguns pesquisadores e empresas produtoras de produtos lácteos de cabra afirmaram que o leite de cabra é melhor para a saúde humana do que a maioria dos leites de vaca ocidentais, pois não possui uma forma de proteínas de β-caseína chamada A1 e, em vez disso, contém principalmente a forma A2, que não é metabolizada em β-casomorfina 7 no corpo.
Assim como o leite de vaca integral, o leite de cabra integral não é recomendado para uso por bebês devido à discrepância entre a composição do leite integral e do leite materno e à imperfeição dos órgãos digestivos da criança para digerir alimentos evolutivamente inadequados. A falta de ácido fólico ao usar leite integral em vez de amamentação em crianças leva ao desenvolvimento de anemia por deficiência de folato B12. No caso de uma reação alérgica em crianças ao leite de vaca, ao contrário da crença popular, a probabilidade de desenvolvê-la ao leite de cabra é igualmente alta.
| Componente         | cabra (cabra) | Vaca | Humano |
| ------------------ | ------------- | ---- | ------ |
| Gordura (g)        | 3,8           | 3,6  | 4,0    |
| Proteína (g)       | 3,5           | 3,3  | 1,2    |
| Lactose (g)        | 4,1           | 4,6  | 6,9    |
| Teor de cinzas (g) | 0,8           | 0,7  | 0,2    |
| Sólidos totais (g) | 12,2          | 12,3 | 12,3   |
| Calorias           | 70            | 69   | 68     |

| Componente                    | Unidade | Vaca | Cabra | Ovelha | Búfalo-asiático |
| ----------------------------- | ------- | ---- | ----- | ------ | --------------- |
| Água                          | g       | 87,8 | 8,9   | 83,0   | 81,1            |
| Proteína                      | g       | 3,2  | 3,1   | 5,4    | 4,5             |
| Gordura                       | g       | 3,9  | 3,5   | 6,0    | 8,0             |
| Carboidratos                  | g       | 4,8  | 4,4   | 5,1    | 4,9             |
| Energia                       | kcal    | 66   | 60    | 95     | 110             |
| Energia                       | kJ      | 275  | 253   | 396    | 463             |
| Açúcares (lactose)            | g       | 4,8  | 4,4   | 5,1    | 4,9             |
| Colesterol                    | mg      | 14   | 10    | 11     | 8               |
| Cálcio                        | IU      | 120  | 100   | 170    | 195             |
| Ácidos graxos saturados       | g       | 2,4  | 2,3   | 3,8    | 4,2             |
| Ácidos graxos monoinsaturados | g       | 11   | 0,8   | 1,5    | 1,7             |
| Ácidos graxos poliinsaturados | g       | 0,1  | 0,1   | 0,3    | 0,2             |

Essas composições variam de acordo com a raça (especialmente na raça anã nigeriana), o animal e o momento do período de lactação.